# Служба зовнішньополітичних інструментів
Служба зовнішньополітичних інструментів (англ:The Service for Foreign Policy Instruments (FPI)) -  це департамент  Європейської комісії, створений у відповідь на Європейську службу зовнішніх справ (EEAS). EEAS об'єднав Генеральний директор Комісії з питань зовнішніх відносин (та різних інших відомств) зі своїми колегами в Раді міністрів. Відповідальний уповноважений з служби є високим представником Союзу з питань закордонних справ та політики безпеки Жозеп Боррель у ролі віце-президента комісії. Поточний керівник служби - Петер М. Вагнер

Це департамент комісії, що керує питаннями зовнішньої політики в рамках мандату Комісії; Це райони, які не перенесені до ЕЕА, і які виходять за межі мандату розвитку Europeaid та співпраці. Він працює з EEAS в одній будівлі в Брюсселі. Служба керує програмами, такими як реагування на кризи для стабільності, який ділиться між Комісією та ЕЕАМ.

Зокрема, завдання служби включають:
- Спільна зовнішня та безпекова політика (CFSP);
- Служба, що сприяє стабільності та миру (ICSP) - ICSP - це інструмент ЄС для підтримки ініціатив безпеки та діяльності з будівництва миру в країнах -партнерах. Він був створений у 2014 році, щоб взяти на себе інструмент для стабільності (IFS).
- Інструмент партнерства.
- Інструмент для співпраці з індустріалізованими країнами (ICI)
- Місії спостереження на виборах (EOMS).

FPI також несе відповідальність за управління деякими інструментами регулювання зовнішньополітики:
- Санкції CFSP;
- Схема сертифікації процесів Кімберлі (для грубих алмазів);
- Запобігання торгівлі товарами, які можуть бути використані для смертної кари або катувань

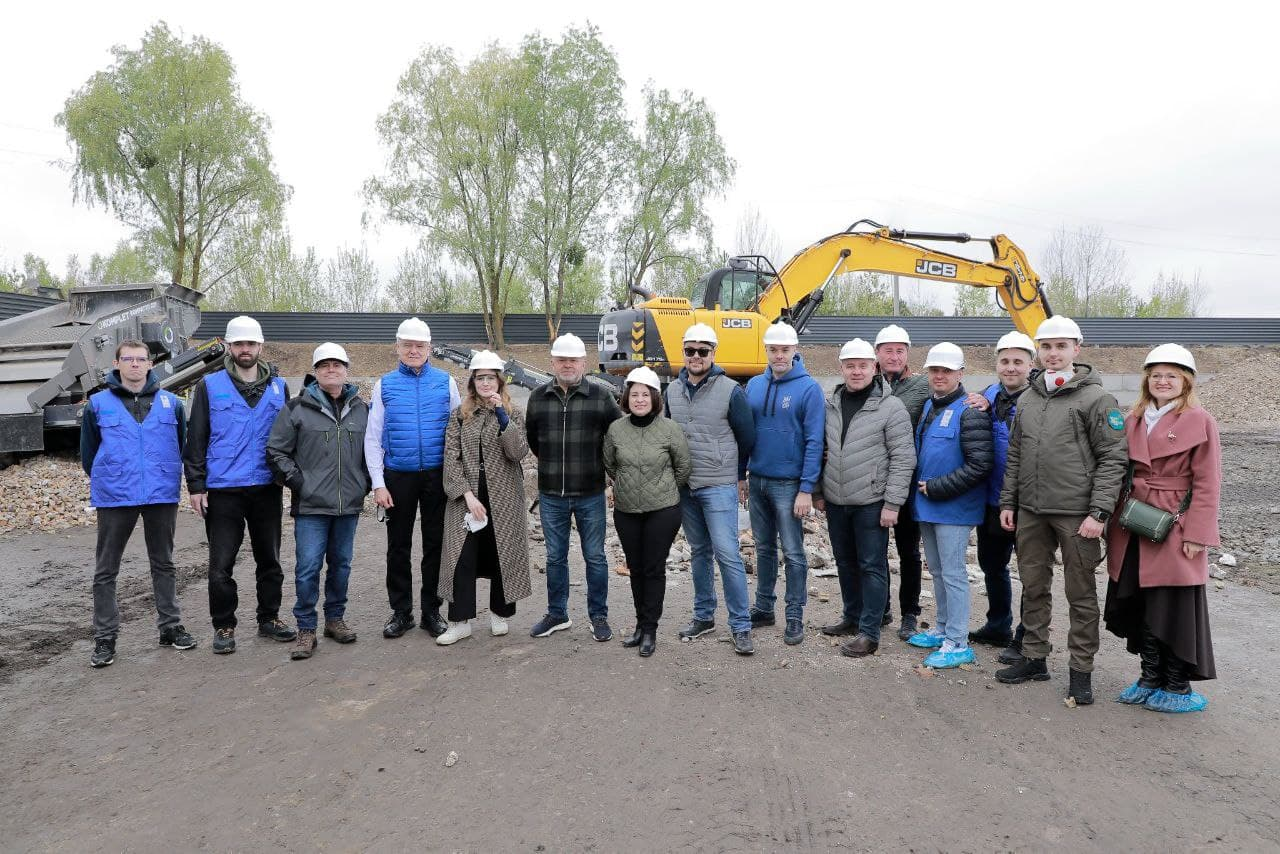
Передача техніки від cлужби зовнішньополітичних інструментів  та UNDPUkraine квітень 2024
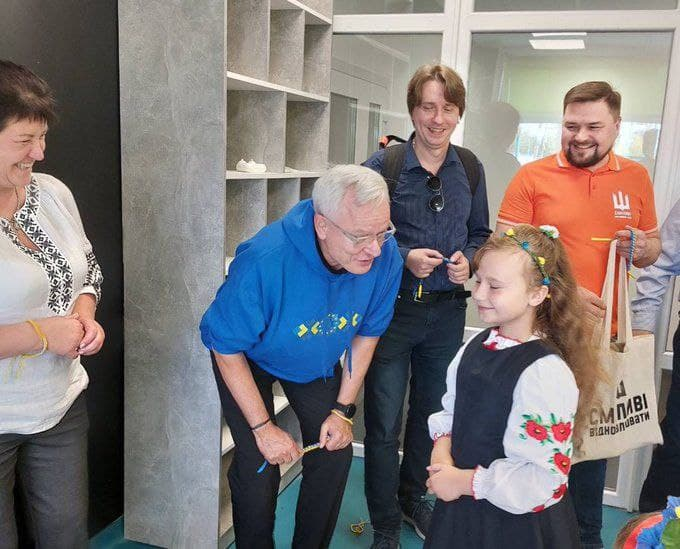
Іванків. Відновлена школа за кошти служби зовнішньополітичних інструментів та U-LEAD. На фото директор служби Петер М. Вагнер.
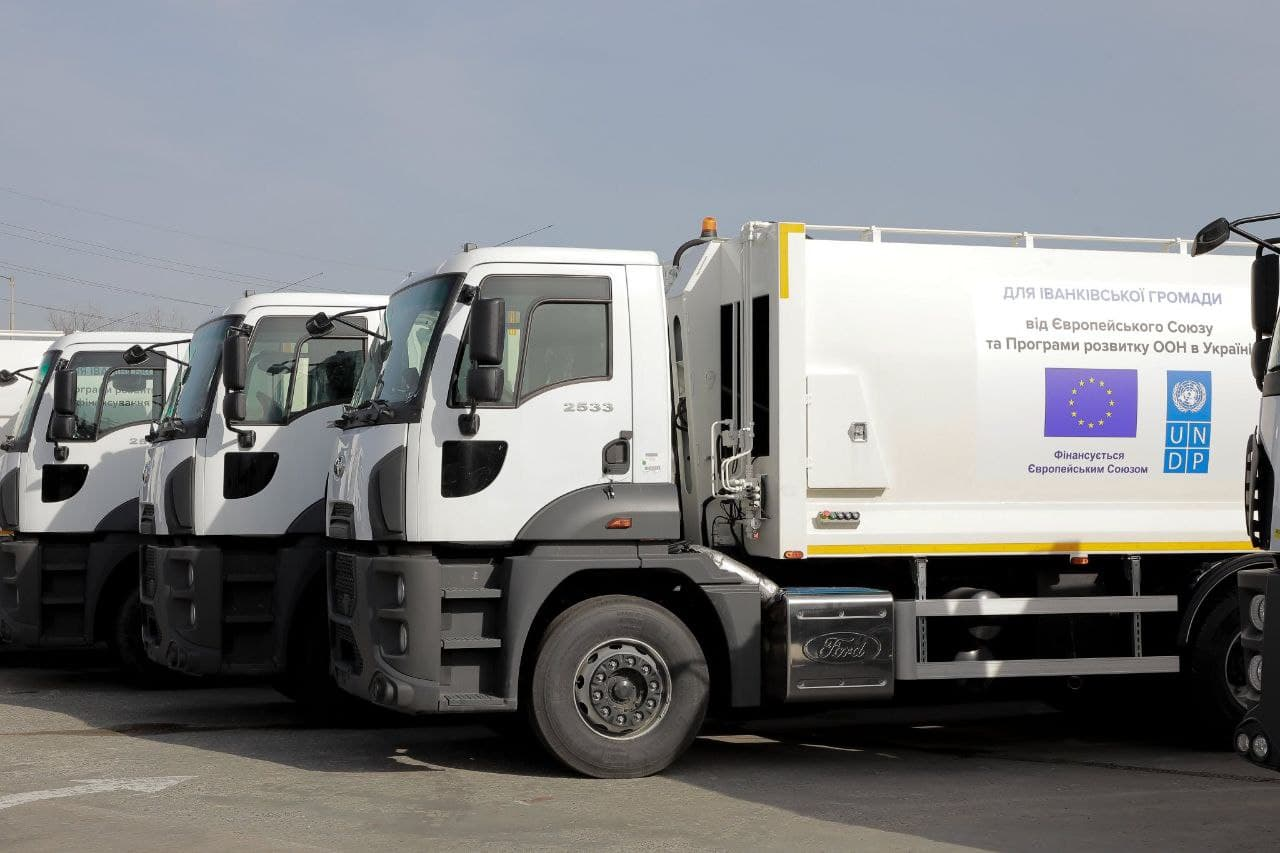
Допомога по переробці та управлінню відходами. Квітень 2024